# Harry Sundberg
Harry Sundberg, född 9 januari 1898 i Stockholm, död 17 maj 1945 i Stockholm, var en svensk fotbollsspelare. Han blev olympisk bronsmedaljör i Paris 1924.
Sundberg representerade Djurgårdens IF och tog SM-guld med klubben 1920 efter att ha avgjort finalen mot IK Sleipner med en straffspark.

## Meriter
- Mottagare av Stora grabbars märke, 1926